# Cebrio
Genre
Cebrio est un genre d'insectes de l'ordre des coléoptères.

## Liste des espèces rencontrées en Europe
- Cebrio amori Graells 1851
- Cebrio andalusicus Jacquelin du Val 1860
- Cebrio angusticornis Fairmaire 1873
- Cebrio antennatus Chevrolat 1874
- Cebrio anthracinus Chevrolat 1874
- Cebrio apicalis Chevrolat 1882
- Cebrio benedicti Fairmaire 1849
- Cebrio brevicornis Olivier 1790
- Cebrio bruleirei Heyden 1870
- Cebrio cantabricus Bercedo & López-Colón 2003
- Cebrio carbonarius Chevrolat 1874
  - Cebrio carbonarius carbonarius Chevrolat 1874
  - Cebrio carbonarius oropensis Caminero 1983
- Cebrio carrenii Graells 1846
- Cebrio cordubensis Pérez Arcas 1865
- Cebrio corsicus Jacquelin du Val 1860
- Cebrio dufouri Graells 1851
- Cebrio elenacompteae Compte 1988
- Cebrio fabricii Leach 1824
- Cebrio fiorii Leoni 1906
- Cebrio fossulatus Perris 1865
- Cebrio frater Jacquelin du Val 1860
- Cebrio fuscatus Costa 1847
- Cebrio germari Jacquelin du Val 1860
- Cebrio getschmanni Chevrolat 1872
- Cebrio gigas (Fabricius 1787)
- Cebrio gypsicola Graells 1858
- Cebrio impresicollis Chevrolat 1874
- Cebrio insignitus Jacquelin du Val 1860
- Cebrio insularis Chevrolat 1874
- Cebrio maculicollis Fairmaire 1856
- Cebrio malaccensis Dieck 1870
- Cebrio melanocephalus (Leach 1824)
- Cebrio morio Leach 1824
- Cebrio moyses Fairmaire 1852
- Cebrio neapolitanus Costa 1847
- Cebrio nigricornis Leoni 1906
- Cebrio parvicollis Dieck 1870
- Cebrio personatus Chevrolat 1874
- Cebrio puberulus Chevrolat 1874
- Cebrio pubicornis Fairmaire 1869
- Cebrio rozasi Cobos 1985
- Cebrio rubicundus Jacquelin du Val 1860
- Cebrio ruficollis Fabricius 1798
- Cebrio rufifrons Graells 1849
- Cebrio sardous Perris 1870
- Cebrio seguranus Caminero 1983
- Cebrio seoanei Pérez Arcas 1865
- Cebrio strictus Gené 1836
- Cebrio superbus Jacquelin du Val 1860
- Cebrio suturalis Boisduval 1835
- Cebrio tarifensis Dieck 1870
- Cebrio testaceus Laporte de Castelnau 1840
- Cebrio tricolor Graells 1858
- Cebrio ysernii Graells 1858